# Col du Marchairuz
Il Col du Marchairuz è un valico nel massiccio del Giura che collega le località di Le Brassus nel comune di Le Chenit nella Vallée de Joux e Saint-George, Canton Vaud in Svizzera. Scollina a un'altitudine di 1 447 m s.l.m. il passo nella stagione invernale può essere chiuso.